# إنريكي برموديز
إنريكي برموديز (بالإسبانية: Enrique Bermúdez)‏ هو سياسي نيكاراغوي، ولد في 11 ديسمبر 1932 في ليون، نيكاراغوا في نيكاراغوا، وتوفي في 16 فبراير 1991 في ماناغوا في نيكاراغوا.